# Hogna interrita
Hogna interrita är en spindelart som beskrevs av Roewer 1959. Hogna interrita ingår i släktet Hogna och familjen vargspindlar.
Artens utbredningsområde är Zimbabwe. Inga underarter finns listade i Catalogue of Life.